# Johan Lundin
Ej att förväxla med konstnären Johan Lundin eller friidrottaren Johan Lundin.
Johan Lundin (i riksdagen kallad Lundin i Karby), född 23 juni 1823 i Angarns församling, Stockholms län, död 2 mars 1895 i Stockholm (folkbokförd i Össeby-Garns församling, Stockholms län), var en svensk godsägare och politiker.
Lundin var ägare till godset Stora Karby i Stockholms län. Han var ledamot av första kammaren i Sveriges riksdag.